# تاريخ فنزويلا (1999-الوقت الحاضر)

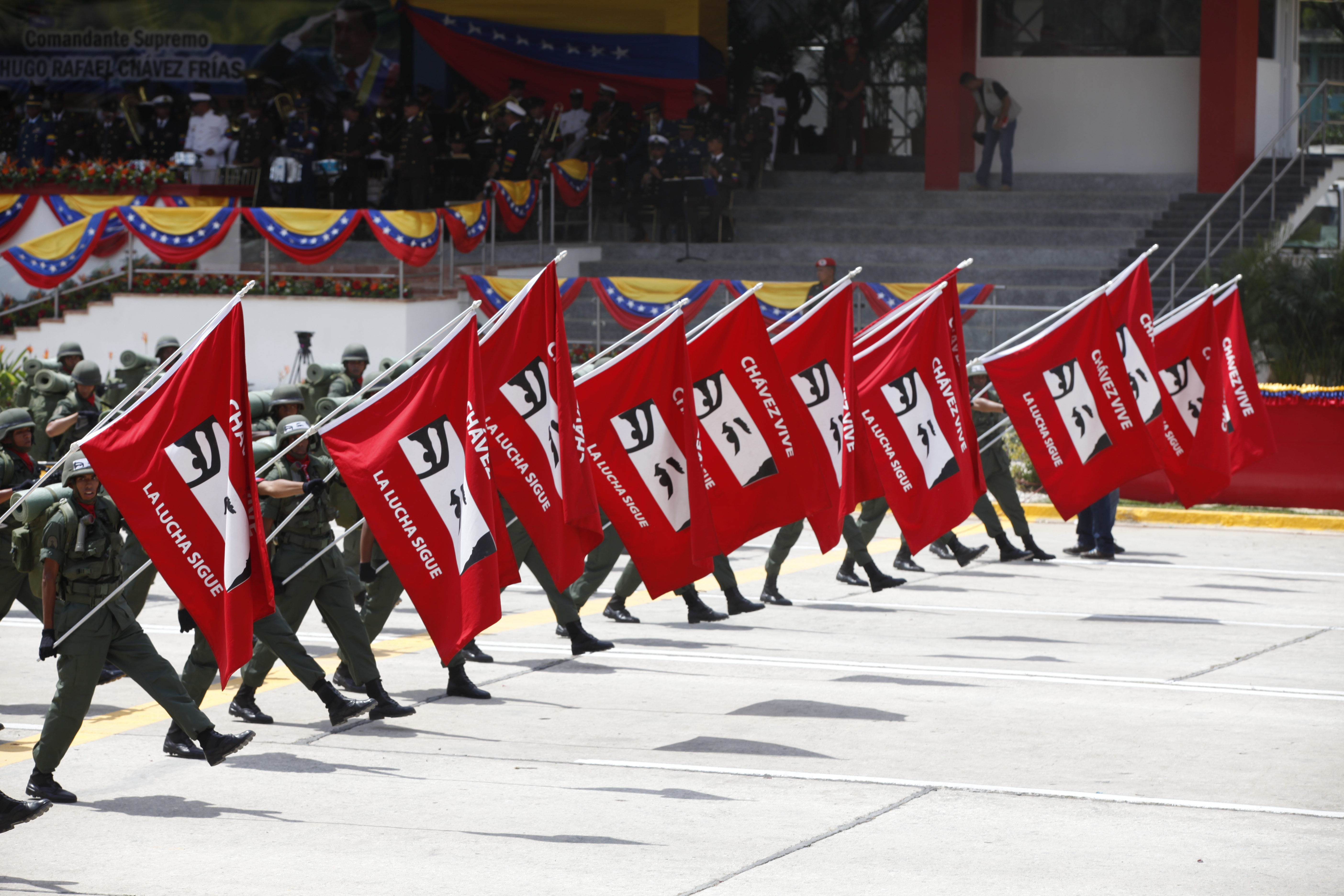

منذ 2 فبراير 1999، شهدت فنزويلا تحوّلاتٍ شاملة وجذرية في السياسة الاجتماعية، إذ ابتعدت عن الحكومة التي تبنّت رسميًا اقتصاد السوق الحرّة ومبادئ الإصلاح النيوليبرالي الذي يسعى إلى إعادة توزيع الدخل ووضع برامج الرعاية الاجتماعية.
عمدَ الرئيس آنذاك هوغو تشافيز إلى تغيير سياسة فنزويلا الخارجية التقليدية لدرجةٍ كبيرة. وبدلًا من استمرار التوافق السابق لفنزويلا مع الولايات المتحدة والمصالح الاستراتيجية الأوروبية، شجّع تشافيز سياسات التنمية والتكامل البديلة التي استهدفت الجنوب العالمي.
تُوفّي تشافيز وهو قائمٌ في منصبه في 5 مارس 2013 وخلفه نائبه نيكولاس مادورو، الذي حصل على أغلبية ضئيلة في انتخابات 14 أبريل 2013 الخاصة وحكم بموجب مرسومٍ لأغلبية الفترة بين 19 نوفمبر 2013 حتى 2018.

## خلفية أحداث (1970-1992)
بدأ النشاط السياسي لهوغو تشافيز في ثمانينيات وتسعينيات القرن العشرين، وهي فترة من الركود الاقتصادي والاضطراب الاجتماعي في فنزويلا. تذبذب الرفاه الاقتصادي لفنزويلا مع الطلب غير المستقر على سلعتها التصديرية الأساسية، النفط؛ يمثّل النفط ثلاثة أرباع صادرات فنزويلا ويحقّق نصف الدخل المالي لحكومتها وربع الناتج المحلي الإجمالي للبلاد (GDP).
كانت سبعينات القرن العشرين تُعدّ سنوات ازدهارٍ للنفط، إذ تحسّن خلالها مستوى المعيشة المادي لجميع الطبقات في فنزويلا. ويُعزى ذلك جزئيًا إلى استثمار كل من حزب العمل الديمقراطي (AD) وحزب كوباي الحاكمين في مشاريع الرعاية الاجتماعية التي يمكنها، بسبب دخل النفط الحكومي، الاستغناء عن فرض ضرائب باهظة على الثروة الخاصة. «تمتّع العمال الفنزويليون بأجورٍ هي الأعلى في أمريكا اللاتينية وبدعمٍ في الغذاء والصحّة والتعليم والنقل». ومع ذلك، «في نهاية سبعينيات القرن العشرين، بدأت هذه الاتجاهات تنعكس على نفسها». انخفض دخل الفرد ونصيبه من عائدات النفط على حدٍ سواء، ما تسبّب في وقوع أزمة الديون الخارجية وخفض قيمة البوليفار في عام 1983. استمرّ التطوّر السلبي خلال تسعينيات القرن العشرين. «أصبح نصيب الفرد من الدخل في عام 1997 أقل بنسبة 8 في المئة مما كان عليه في عام 1970؛ وانخفض دخل العمال خلال هذه الفترة بنحو النصف». «بين عامي 1984 و1995 قفزت النسبة المئوية للأشخاص الذين يعيشون تحت خط الفقر من 36 في المئة إلى 66 في المئة، بينما تضاعف عدد الأشخاص الذين يعانون من الفقر المُدقع ثلاثة أضعاف، من 11 في المئة إلى 36 في المئة».

إلى جانب هذه التغييرات الاقتصادية، حدثت تغيّرات مختلفة في المجتمع الفنزويلي. وتعمّقت الهوّة بين الطبقات، كما لخّص ذلك إدغاردو لاندير:
خالج الشعور بانعدام الأمن جميع السكان، مما شكّل «ثقافة عنفٍ ناشئة... تتميّز عن ثقافة التسامح والسلام التي كانت تهيمن على المجتمع الفنزويلي في الماضي». (بريسينيو ليون وآخرون، 1997: 213). إلى جانب البطالة، تصدّرت السلامة الشخصية المشكلات التي يعتبرها السكان أكثر المشاكل خطورة. بين عامي 1986 و1996، قفز عدد جرائم القتل لكل 10 آلاف نسمة من 13.4 إلى 56، لتحقّق زيادةً وصلت إلى 418 في المئة، ومعظم الضحايا من الشباب الذكور (سان خوان، 1997: 232-233). جرى إغلاق وخصخصة عددٍ لا يُحصى من الشوارع في أحياء الطبقة المتوسطة والعليا. على نحوٍ متزايد، حاصرت الحواجز والأسوار الكهربائية المنازل والمباني في هذه المناطق. جاء التهديد الذي تمثّله «الطبقة الخطرة» ليشغل مكانةً محورية في وسائل الإعلام- إلى جانب المطالب باتخاذ تدابير صارمة، بما في ذلك مطالبة رجال الشرطة بتنفيذ عقوبة الإعدام أو الإعدام المباشر.
خلال هذه الفترة، أصبح احتمال عيش حياةٍ مريحة بنحوٍ معقول لمعظم الفنزويليين، والذي كان يبدو قابلًا للتحقيق في سبعينيات القرن العشرين، بعيد المنال بصورةٍ متزايدة؛ إذ بدا الفقر والاستبعاد لا مفرّ منهما لدى الكثيرين. وفقًا للاندر:
أصبحت هذه الظروف الشبيهة بالأزمات سماتً دائمة للمجتمع بصورةٍ متزايدة. لا نتعامل هنا مع استبعاد أقلية مُصنّفة على أنها «هامشية» فيما يتعلق بالمجتمع ككل، بل مع الظروف المعيشية والتكاثر الثقافي للغالبية العظمى من السكان. كانت النتيجة تطوير ما أسماه إيفيز بيدراتزيني وماغالاي سانشيز (1992) «الثقافة الطارئة». يصفون ثقافة العمل العملية التي يشيع فيها الاقتصاد غير الرسمي واللاقانونية وعدم الشرعية والعنف وعدم الثقة في المجتمع الرسمي. يصف أليخاندرو مورينو (1995) هذا الكون الثقافي الآخر بأنه عالم آخر للحياة الشعبية، مختلف عن الحداثة الغربية، منظّم فيما يتعلق ببنية الأسرة الأبوية، مع مفاهيم مختلفة للوقت والعمل والمجتمع وعلاقة (المجتمع موجّه) العقلانية المتميّزة عن العقلانية المجرّدة للمجتمع المسيطر. هذا السياق الثقافي بالكاد يتوافق مع نموذج المواطنة المرتبط بالديمقراطيات الليبرالية في الغرب.
على الصعيد السياسي، أصبح كارلوس أندريس بيريز مرشّح حزب العمل الديمقراطي رئيسًا في عام 1989 من على منصّةٍ مناهضة للنيوليبرالية، ووصف صيغ التعديل الهيكلي لصندوق النقد الدولي بأنها "la-bomba-sólo-mata-gente" -القنبلة التي لا تقتل سوى الأفراد. ومع ذلك، بعد فترةٍ وجيزة من وصوله إلى منصبه، «واجه بيريز أزمةً حادّة من احتياطي النقد الأجنبي، والعجز المالي والتجاري وميزان المدفوعات، ودينًا خارجيًا (بلغ 34 مليار دولار) لا يمكن سداده في ظل هذه الظروف». وقّع رسالة إعلان نيّة مع صندوق النقد الدولي ينصّ على تنفيذ برنامج إصلاحٍ نيوليبرالي ينطوي على الخصخصة وإلغاء القيود وحلّ برامج الدعم الاجتماعي والإعانات. لم تخضع الاتفاقية للمشاورات البرلمانية، ولم يجر الإعلان عنها إلا بعد التوقيع عليها. في 25 فبراير 1989، أعلنت الحكومة عن زيادة في أسعار البنزين؛ بعد يومين، أدّى ارتفاع أسعار النقل العام إلى اندلاع أحداث «كاراكاثو»، وهي سلسلة من المظاهرات الجماهيرية وأعمال الشغب في كاراكاس ومدن فنزويلا الرئيسية الأخرى. علّق بيريز الالتزام بالحقوق المدنية وفرض الأحكام العرفية. وأسفر قمع الجيش للتمرّد، باعتراف الحكومة، عن مقتل 300 شخص. ويُقدّر آخرون عدد القتلى بأكثر من ألف شخص.

### 2000-2001: إعادة الانتخاب، الحكم بمرسوم، إصلاح الأراضي
أجريت انتخابات الجمعية الوطنية الجديدة المؤلّفة من مجلس واحد في 30 يوليو 2000. خلال هذه الانتخابات نفسها، ساند تشافيز بنفسه إعادة إجراء الانتخابات. عند خوض الانتخابات، كان تشافيز يتمتّع بسيطرة مفروضة على جميع فروع الحكومة الثلاثة. وفاز ائتلاف تشافيز أيضًا بأغلبية ثلثي المقاعد في الجمعية الوطنية بينما أُعيد انتخاب تشافيز بنسبة 60% من الأصوات. راقب مركز كارتر الانتخابات الرئاسية لعام 2000؛ ذكر تقريرهم عن تلك الانتخابات أنه، بسبب الافتقار للشفافية، والمجلس الانتخابي الوطني (CNE)، والضغط السياسي من حكومة تشافيز التي أسفرت عن إجراء انتخاباتٍ مبكرة، لم يكن من الممكن التحقّق من النتائج الرسمية للمجلس الانتخابي الوطني (CNE). لكنهم خلصوا إلى أن الانتخابات الرئاسية عبّرت بصورة شرعية عن إرادة الشعب.
في وقتٍ لاحق، في 3 ديسمبر عام 2000، أُجريت انتخابات محلية واستفتاء. كما اقترح الاستفتاء، الذي دعمه تشافيز، سنّ قانونٍ يجبر نقابات العمال الفنزويلية على إجراء انتخابات تخضع لرقابة الدولة. وقد أدانت منظمات العمل الدولية -بما في ذلك منظمة العمل الدولية- الاستفتاء على نطاقٍ واسع معتبرةً إياه تدخلًا غير مبرّر من جانب الحكومة في الشؤون النقابية الداخلية؛ هدّدت هذه المنظمات بتطبيق عقوبات على فنزويلا.